# Konica Minolta
Pour Minolta avant la fusion, voir Minolta.
Konica Minolta Co Ltd. est une société japonaise de solutions d'impressions et de services informatiques dont le siège social se trouve à Tōkyō. Elle résulte de la fusion de deux sociétés, Minolta et Konica. Son PDG est M. Shoei Yamana. Les filiales du groupe sont basées dans une cinquantaine de pays. Elle compte 43 299 employés. Ses produits et services sont distribués dans 150 pays.

## Histoire
L'histoire de Konica-Minolta commence au XIXe siècle. En 1873, Rokusaburo Sugiura vend du matériel photographique et lithographique à Tokyo sous le nom de Konishiya Rokubeiten : ce sont les débuts de l'entreprise Konica corporation.

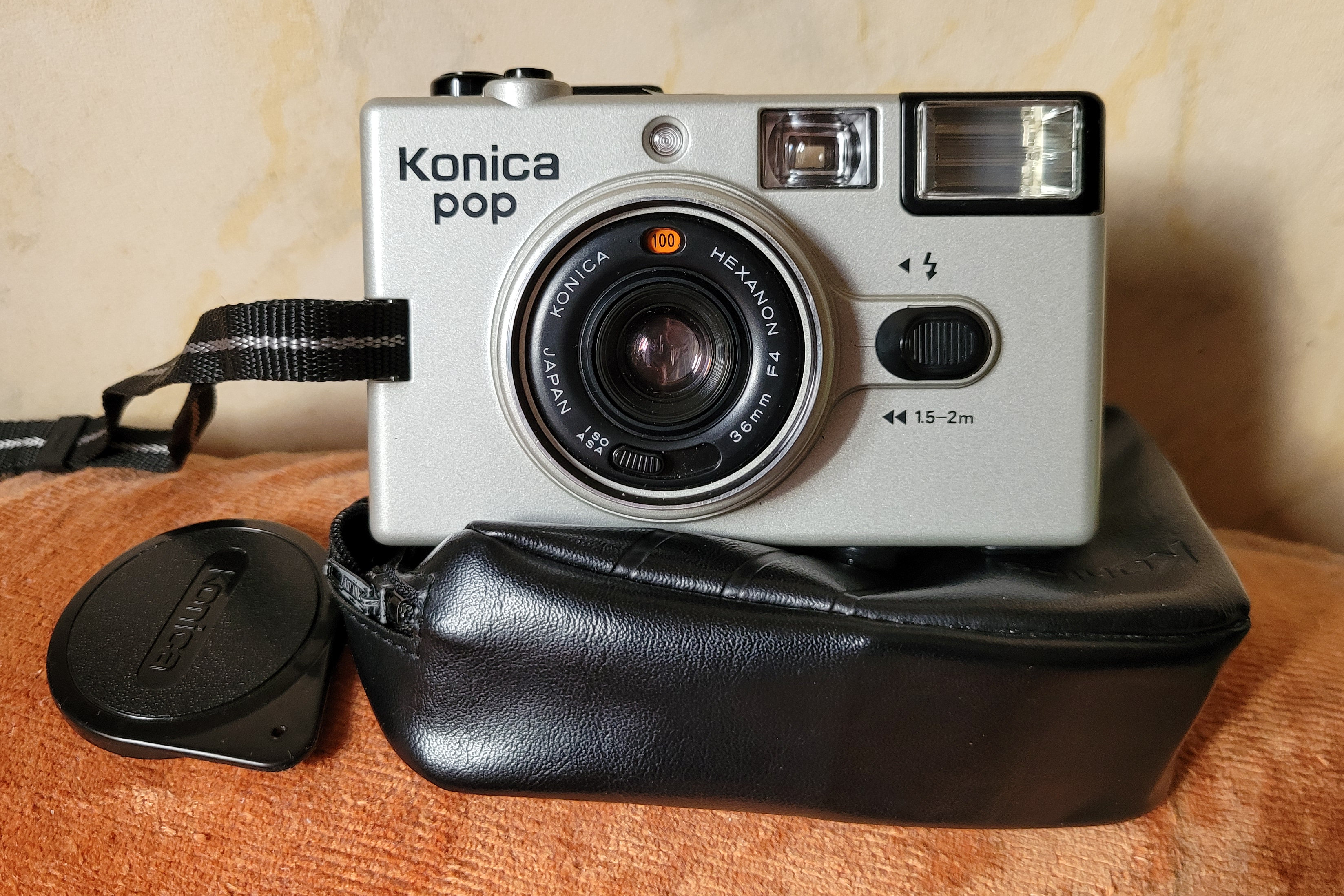
Appareil argentique compact Konica Pop fabriqué à partir de 1982.

En 1903, Konica fabrique les premiers appareils photo japonais. Konica ouvrira sa première filiale américaine à Philadelphie en 1956.
En 1928, Kazuo Tashima crée Nichi-Doku Shashinki Shoten, entreprise germano-japonaise qui donnera ensuite naissance à Minolta Co. Le premier photocopieur de la société sera fabriqué en 1960.
La fusion des deux sociétés intervient en 2003. Entre-temps, Konica fabriquera le premier appareil reflex autofocus en 1985 et Minolta la première imprimante laser de bureau en 1990.
En 2006, Konica Minolta cesse la photographie et se recentre définitivement sur ses activités industrielles et bureautiques.
En juillet 2017, Konica Minolta annonce l'acquisition d'Ambry Genetics, entreprise américaine de diagnostics génétiques et biochimiques, pour environ 1 milliard de dollars.
En avril 2024, Konica Minolta annonce un plan de suppressions d'emplois concernant 6 % de ses effectifs dans le monde, soit 2 400 employés.

## Domaines d'activité
Konica Minolta fabrique et commercialise des solutions d’impression multifonctions destinées aux entreprises  ainsi que des systèmes d'impression de production consacrés aux arts graphiques et à l’industrial printing, des matériels d’imagerie médicale, des instruments de mesure pour applications industrielles et médicales, mais aussi des têtes d'impression à jet d'encre pour l’industrie  textile, des consommables et des services de solutions associés.
La société est également impliquée dans le développement, la fabrication et la commercialisation de matériel électronique (dont les films TAC), de panneaux d'éclairage à diodes électroluminescentes organiques (OLED), de film fonctionnels (y compris de films d'isolation thermique) et de produits optiques (dont les lentilles pour disques optiques).
Konica Minolta business solutions France propose, quant à elle, une gamme de solutions d'impression et de systèmes de production. Elle a axé son développement sur le service aux entreprises. Elle répond aux besoins en gestion documentaire, infrastructures informatiques, solutions de gestion, formation et matériels d’impression.
Depuis 2012 , Konica Minolta business solutions France propose des prestations IT grâce à l’acquisition de Serians,
Grâce à cette filiale IT, la société dispose désormais d’une forte expertise dans les domaines de l' informatique, de l’audit, de l’intégration et de la supervision et vend des prestations de transformation digitale « clé en main » et joue la carte de la transformation pour devenir « intégrateur de solutions et acteur global dans les métiers de l'information ».
En mars 2017, M. Shoei Yamana annonce au CEBIT de Berlin le lancement du « Workplace Hub », une solution « tout en un » de services informatiques managés à destination des PME. Un an plus tard, la solution est lancée en France, en avant-première, lors d'un événement au Cloud Business Center de Paris.

## Principaux actionnaires
Au 22 décembre 2019:
| Nomura Asset Management                | 4,93% |
| Eastspring Investments (Singapore)     | 4,25% |
| DWS Investments                        | 4,17% |
| Asset Management One                   | 4,10% |
| Templeton Global Advisors              | 3,45% |
| Fidelity Management & Research         | 3,37% |
| Mitsubishi UFJ Financial Group,        | 3,29% |
| Sumitomo Mitsui Trust Asset Management | 2,69% |
| Daiwa Asset Management                 | 2,47% |
| The Vanguard Group                     | 2,47% |

## Acquisitions et prise de participation

### Numerial
Konica Minolta accompagne, depuis plusieurs années, les entreprises dans leurs projets d’optimisation, de numérisation et de sécurisation de leurs flux documentaires. En 2018, la société a mutualisé ses ressources et ses compétences avec celles de Numerial pour devenir un interlocuteur de premier plan sur le marché de l’Enterprise Content Management auprès des entreprises de taille intermédiaire (ETI) et des grands comptes. Le groupe peut, en effet, désormais s’appuyer sur l’expertise de cet intégrateur reconnu, en termes d’intégration, de développement et d’ingénierie autour de solutions de gestion de l’information et du document.
L'objectif est de porter, à l'horizon 2020-2021, le chiffre d’affaires provenant de l’intégration de solutions et services d’ECM à 20 millions d'euros.

### Mobotix
Konica Minolta détient, depuis mai 2016, une participation de 65,5 % dans Mobotix , fabricant allemand de caméras de vidéosurveillance. « Nous ambitionnons de devenir un leader de la sécurité électronique intelligente.. Nous sommes en train de récolter les premiers fruits de l'association de nos équipes de R&D afin de proposer des solutions innovantes, telles que :
- la mise au point de lunettes intelligentes avec reconnaissance faciale ;
- des caméras capables de détecter des articles dans un magasin ;
- la détection de chute de patients dans leur chambre pour prévenir au plus vite l’équipe de soignants ;
- ou encore la présence d’individus dans une zone non autorisée au public.

Nous travaillons avec une quinzaine de distributeurs ou de grossistes dans la sécurité électronique » souligne le groupe.

### Serians
En 2012, La division Business Solutions de Konica Minolta France annonce l'acquisition de Serians, un intégrateur de solutions d'infrastructures IT et bureautique, fortement implantée dans les régions de Picardie et du nord de la France. Ce rachat concrétise la volonté d'évoluer vers une offre de service globale reposant pour partie sur le développement du marché IT. En juillet 2018, Konica Minolta poursuit ce rapprochement en annonçant officiellement l'intégration de Serians au sein de l'entité Konica Minolta Business Solutions France.

### MGI Digital Graphic Technology
La filiale a contribué au rapprochement du groupe avec MGI Digital Graphic Technology (dont Konica Minolta détient 40 % du capital). Un partenariat qui a permis d’investir le marché de l’impression industrielle avec la création d’un nouveau département :  « Industrial Printing ».
Pour assurer la réussite de cette alliance, Konica Minolta et MGI se sont engagés à mobiliser les ressources humaines commerciales et techniques nécessaires à un déploiement mondial. Konica Minolta a ainsi implanté sa division mondiale en France (près de Fresnes) et a délégué du Japon une équipe R&D chargée de faire le lien entre les équipes R&D de MGI et le Ggroupe.
Les équipes travaillent notamment à « apporter de l'intelligence » au document ou au packaging. Une avancée possible grâce aux techniques d'impression d'encre conductrice dans l'impression des puces RFID. Il y plus de trois ans, MGI a racheté à 100 % l’entreprise Ceradrop, l'un des leaders mondiaux de l'électronique imprimée, avec comme ambition de proposer une nouvelle génération de code-barres imprimés sur du packaging qui fonctionnent par RFID, c'est-à-dire qui communiquent sans avoir besoin d'une douchette. Une innovation qui permet d'automatiser les inventaires et les rend plus rapides à réaliser. Avec cette technologie, les passages à la caisse sont optimisés. Quant au consommateur, il peut accéder aux informations spécifiques de chaque produit simplement en approchant son smartphone de l'emballage.

## Konica Minolta Supplies Manufacturing France
Cette filiale établie à Eloyes (Vosges) a été créée en février 1990. Elle est immatriculée SIREN 353 361 348 et est dirigée par Yoshiyuki Atarashi. Elle est dans la tranche d'effectif 100 à 199.
|                                        | 2017  | 2018  | 2019  |
| -------------------------------------- | ----- | ----- | ----- |
| Chiffre d'affaires en millions d'euros | 135,7 | 129,7 | 142   |
| Résultat net en millions d'euros       | + 4   | + 4,2 | + 4,8 |

## Communication
En 2004, Konica Minolta devient le nouveau sponsor de l'AS Saint Étienne, jusqu'en 2009.